# محمد جواد الغبان
محمد جواد عبد الكاظم الغَبّان (1939 - 15 ديسمبر 2012) شاعر عراقي. ولد في مدينة النجف وتخرّج في كليّة منتدى النشر فيها، ثم أتمّ دارسته العليا في القاهرة. عمل مدرّسًا للمرحلتين الثانوية والجامعية. أصدر أواخر الخمسينيات مجلّة الفكر الأدبية الثقافية شهريةً في بغداد. أقام في منزله ندوة أدبيّة أسبوعيّة يؤمّها أعلام الأدباء والشعراء. هو من مؤسسي اتحاد الادباء والكتاب ونقابة الصحفیین العراقیین عام 1959. توفي في بغداد.

## سيرته
ولد محمد جواد بن عبد الكاظم العبيدي الغبري الشهير بالغَبّان عام 1928 في النجف، ونشأ في بيت علم وأدب وتتلمذ على يد نخبة من اعلام الحوزة العلمية وخاصة استاذه محمد رضا المظفر. في عام 1946 أول قصيدة نشرت له في مجلة الدليل النجفية. تخرج في كلية منتدى النشر في النجف. أتم دراسته العليا في القاهرة، وحصل على دبلوم عال منها في 1974. وساهم في تحرير مجلة البذرة وكتب مقالات. مارس تدريس اللغة العربية وآدابها على المستوى الثانوي والجامعي. أصدر في أواخر الخمسينيات في بغداد مجلة الفكر الأدبية الثقافية الشهرية.
عضو في أول هيئة تأسيسية لاتحاد الأدباء العراقيين في بغداد وفي أول نقابة للصحفيين بالعراق ورابطة الأدب الحديث بالقاهرة، وجماعة أبولو الشعرية. أقام في منزله ندوة أدبية أسبوعية يتردد عليها أعلام الأدباء والشعراء، شارك في العديد من المهرجانات والمؤتمرات الأدبية.
حصل على جائزة مؤسسة جائزة عبد العزيز سعود البابطين للإبداع الشعري عن أفضل ديوان عام 1990, وجائزة الشعر من رابطة الأدب الحديث 1990 أيضاً.
توفي في صباح يوم 15 ديسمبر 2012 ببغداد في مستشفى الشيخ زايد عن 84 عاما.

## مؤلفاته
من دواوينه الشعرية:
- الأمل، 1953
- وهج الشوق، 1955
- المتنبّي بعد ألف عام، 1984
- أنتِ أحلى، 1984
- أنتِ أغلى
- على مرفأ الجراح
- إخوانيّات ومطارحات شعريّة
- دموع القلب
- فن الرباعيات الشعرية